# Nemophora metallica
Espèce
Nemophora metallica, l'Adèle de la Scabieuse ou l'Adèle métallique, est une espèce d'insectes lépidoptères, un petit papillon de la famille des Adelidae.

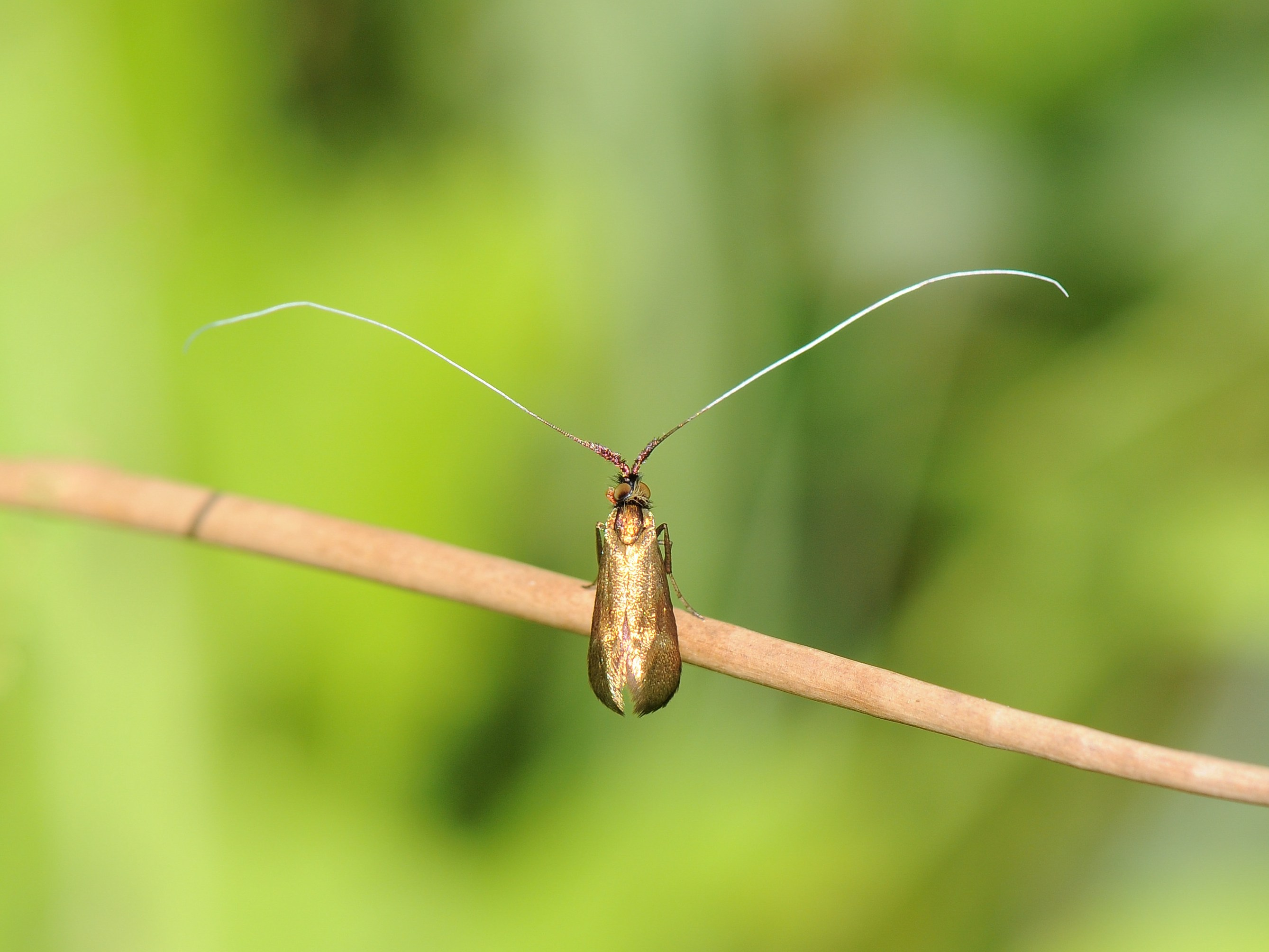
Nemophora metallica.

## Distribution
Europe.
Ce papillon de petite taille (envergure : 15 à 20 mm) est commun en France.

## Biologie
L'imago vole de juin à août selon la localisation.
La chenille se nourrit sur Scabiosa columbaria et Knautia arvensis.